# Sutton House (Londres)

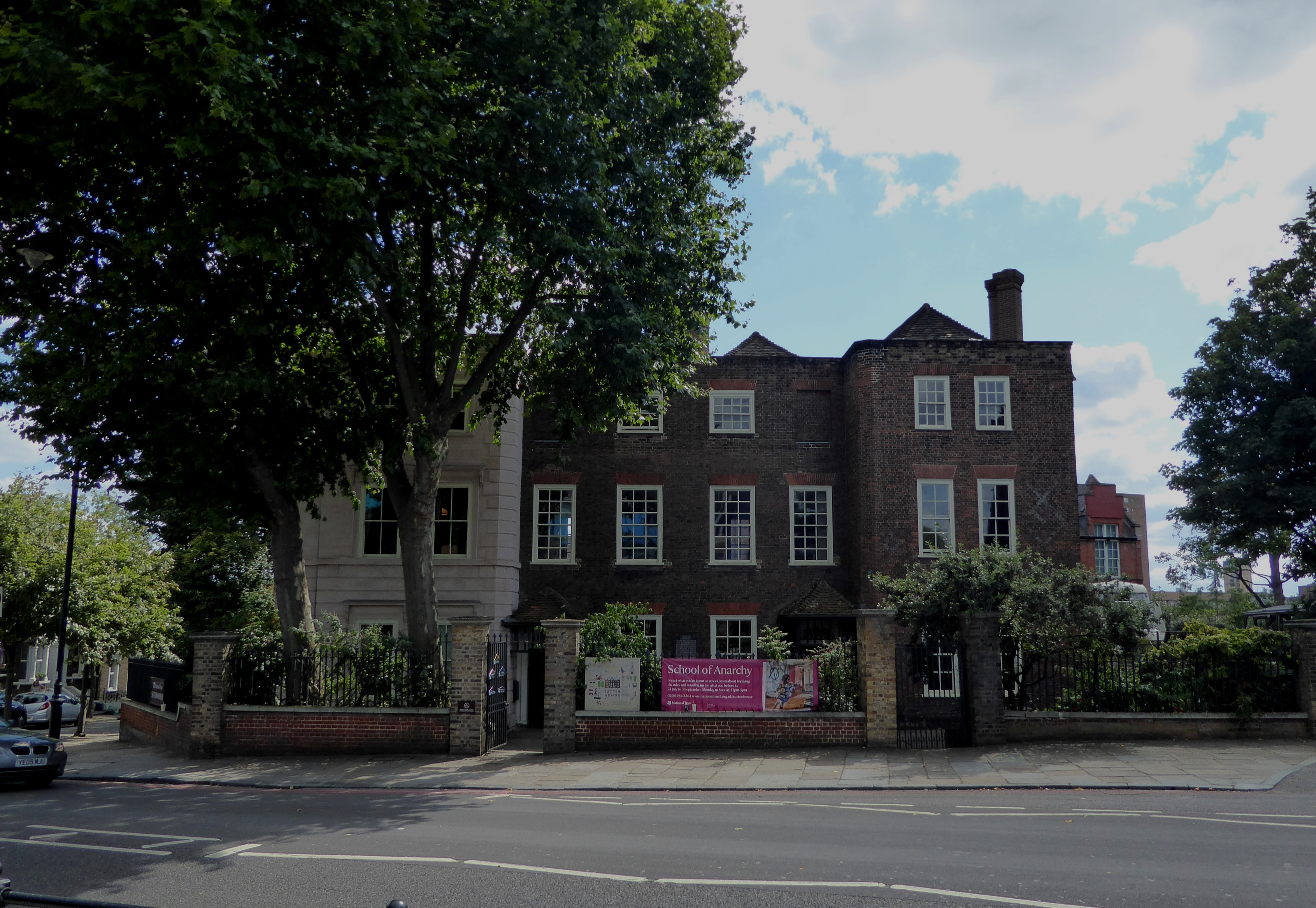
Sutton House, a casa mais antiga de Hackney.

Sutton House é uma mansão Tudor listada como Grau II * na Homerton High Street, em Hackney, no bairro londrino de Hackney, Londres, Inglaterra. É propriedade do National Trust.

## História
Originalmente conhecido como Bryck Place, Sutton House foi construído em 1535 por Sir Ralph Sadler, Secretário de Estado Principal de Henrique VIII, e é o edifício residencial mais antigo de Hackney. É um raro exemplo de um edifício de tijolo vermelho do período Tudor. Aqui, em 1569, Sadler entreteve os diplomatas escoceses William Maitland de Lethington e Robert Pitcairn durante as negociações com Elizabeth I.